# شجرة تنمو في بروكلين (فلم)
شجرة تنمو في بروكلين (بالإنجليزية: A Tree Grows in Brooklyn) هو فيلم دراما تم إنتاجه في الولايات المتحدة وصدر في سنة 1945. الفيلم من إخراج إيليا كازان.

## ترشيحات وجوائز
| السنة | الحدث          | الفئة                  | النتيجة  |
| ----- | -------------- | ---------------------- | -------- |
|       | جائزة الأوسكار | أفضل ممثل في دور مساعد | فـــــوز |

## وصلات خارجية
- شجرة تنمو في بروكلين على موقع IMDb (الإنجليزية)
- شجرة تنمو في بروكلين على موقع الموسوعة البريطانية (الإنجليزية)
- شجرة تنمو في بروكلين على موقع روتن توميتوز (الإنجليزية)
- شجرة تنمو في بروكلين على موقع نتفليكس (الإنجليزية)
- شجرة تنمو في بروكلين على موقع ألو سيني (الفرنسية)
- شجرة تنمو في بروكلين على موقع Turner Classic Movies (الإنجليزية)
- شجرة تنمو في بروكلين على موقع أول موفي (الإنجليزية)
- شجرة تنمو في بروكلين على موقع فيلمافينيتي (الإسبانية)
- شجرة تنمو في بروكلين على موقع قاعدة بيانات الأفلام السويدية (السويدية)
- شجرة تنمو في بروكلين على موقع قاعدة بيانات الفيلم (الإنجليزية)